# Liljeborgia laniloa
Liljeborgia laniloa är en kräftdjursart som beskrevs av J. L. Barnard 1970. Liljeborgia laniloa ingår i släktet Liljeborgia och familjen Liljeborgiidae. Inga underarter finns listade i Catalogue of Life.